# أندرسون (لاعب كرة قدم مواليد 1981)
أندرسون (بالبرتغالية: Anderson Grasiane de Mattos Silva‏) هو لاعب كرة قدم برازيلي في مركز الدفاع، ولد في 26 أغسطس 1981 في Itaperuna ‏ في البرازيل. لعب مع أتلتيكو غويانيينسي ونادي أميريكانو ونادي سيارا ونادي غاما ونادي فلومينينسي ونادي موجي ميريم.

## وصلات خارجية
- أندرسون (لاعب كرة قدم مواليد 1981) على موقع قاعدة بيانات كرة القدم.إي يو (الإنجليزية)
- أندرسون (لاعب كرة قدم مواليد 1981) على موقع Soccerway.com (الإنجليزية)